# Dan Coe
Dan Coe, né le 8 septembre 1941 à Bucarest et mort le 19 octobre 1981, était un footballeur international roumain évoluant au poste de défenseur.

## Biographie

### En club
Dan Coe joue 4 matchs en Coupe d'Europe des clubs champions avec le Rapid Bucarest lors de la saison 1967-1968.

### En équipe nationale
Dan Coe reçoit 41 sélections et inscrit deux buts en équipe de Roumanie entre 1963 et 1971. Il reçoit sa première sélection en équipe nationale le 12 mai 1963 contre l'Allemagne de l'Est et sa dernière le 16 mai 1971 contre la Tchécoslovaquie.
Il joue 10 matchs comptant pour les éliminatoires de la coupe du monde, lors des éditions 1966 et 1970. Il est retenu pour disputer la phase finale du mondial 1970, mais ne joue aucun match lors de la compétition organisée au Mexique.
Il participe aux Jeux olympiques d'été de 1964, compétition lors de laquelle il joue 5 matchs.

## Carrière
- 1961-1971 : Rapid Bucarest  ( Roumanie)
- 1971-1973 : Royal Antwerp  ( Belgique)
- 1973-1975 : FC Galați ( Roumanie)

## Palmarès
- Champion de Roumanie en 1967 avec le Rapid Bucarest
- Vice-Champion de Roumanie en 1964, 1965, 1966, 1970 et 1971 avec le Rapid Bucarest
- Finaliste de la Coupe de Roumanie en 1962 et 1968 avec le Rapid Bucarest
- Vainqueur de la Coupe des Balkans des clubs en 1964 et 1967 avec le Rapid Bucarest